# استپان اوشچپکوف
استپان اوشچپکوف (روسی: Степан Михайлович Ощепков؛ ۹ ژانویهٔ ۱۹۳۴ – ۳ ژانویهٔ ۲۰۱۲) قایقران کانو اهل اتحاد جماهیر شوروی سوسیالیستی بود.